# كيفن كوتس
كيفن كوتس (بالإنجليزية: Kevin Coates)‏ هو موسيقي وفنان بريطاني، ولد في 1950.